# نخلستان بالنگستان
نخلستان بالنگستان روستایی از توابع دهستان فداغ در بخش مرکزی شهرستان گراش در استان فارس ایران است.

## جمعیت
بر اساس سرشماری مرکز آمار ایران در سال ۱۳۹۵، جمعیت این روستا ۶۸ نفر شامل ۱۱ خانوار بوده‌است.